# Reelsiefen
Reelsiefen ist ein Weiler in Lohmar im Rhein-Sieg-Kreis in Nordrhein-Westfalen.

## Geographie
Reelsiefen liegt im Mitte-Westen von Lohmar. Umliegende Ortschaften und Weiler sind Hammerschbüchel im Norden, Höngesberg im Nordosten, Röttgen im Westen, Kreuznaaf, Naaferberg und Ungertz im Südosten, Donrath und Besenbroich im Süden, Wielpütz und Scherferhof im Westen sowie Scheiderhöhe im Nordwesten.

## Einwohner
1885 hatte Reelsiefen drei Wohnhäuser und 15 Einwohner.

## Gewässer
Östlich von Reelsiefen fließt die Agger entlang.

## Landschaft
Im Westen, Nordwesten und Südwesten von Reelsiefen befindet sich ein zusammenhängendes Waldgebiet. Nach Norden, Osten und Süden hin ist Reelsiefen von großen Wiesenflächen umgeben, die teilweise landwirtschaftlich genutzt werden, teilweise naturbelassen sind. Südlich von Reelsiefen, im Westen von Besenbroich sind noch Altarme der Agger zu sehen. Auf den Wiesen zur Agger hin kann man, trotz jahrzehntelanger Bearbeitung der Wiesen und Felder durch den Menschen, immer noch den verlandeten alten Verlauf der Agger sehen. Im Nordosten von Reelsiefen liegt ein Campingplatz direkt an der Agger.

## Verkehr
Die nächste Bushaltestelle für Reelsiefen liegt in Kreuznaaf. Das Anruf-Sammeltaxi (AST) bindet Reelsiefen an den ÖPNV an. Reelsiefen liegt westlich zur B 484. An Reelsiefen führt ein Radweg vorbei, der zum Radwegenetz an der Agger entlang gehört.

## Brücken über die Agger
- einspurig befahrbare Brücke zwischen Höngesberg und Kreuznaaf (auch für Kraftfahrzeuge geeignet)
- kleine Holzbrücke von Donrath über Büchel nach Reelsiefen (nur für Fußgänger und Fahrradfahrer geeignet)